# Le Mans Series 2010
Le Mans Series 2010 kördes över fem omgångar.

## Tävlingskalender
| Datum        | Tävling             | Segrare LMP1 Team                            | Segrare LMP2 Team                     | Segrare Formula Le Mans Team                       | Segrare GT1 Team                                | Segrare GT2 Team           |
| Datum        | Tävling             | Segrare LMP1 Förare                          | Segrare LMP2 Förare                   | Segrare Formula Le Mans Förare                     | Segrare GT1 Förare                              | Segrare GT2 Förare         |
| ------------ | ------------------- | -------------------------------------------- | ------------------------------------- | -------------------------------------------------- | ----------------------------------------------- | -------------------------- |
| 11 april     | Castellet 8-timmars | #7 Audi Sport Team Joest                     | #42 Strakka Racing                    | #49 Applewood Seven                                | #50 Larbre Compétition                          | #77 Team Felbermayr-Proton |
| 11 april     | Castellet 8-timmars | Allan McNish Rinaldo Capello                 | Danny Watts Nick Leventis Jonny Kane  | Damien Toulemonde David Zollinger Ross Zampatti    | Gabriele Gardel Patrice Goueslard Julien Canal  | Marc Lieb Richard Lietz    |
| 9 maj        | Spa 1000 km         | #3 Team Peugeot Total                        | #40 Quifel-ASM Team                   | #47 Hope Polevision Racing                         | #70 Marc VDS Racing Team                        | #77 Team Felbermayr-Proton |
| 9 maj        | Spa 1000 km         | Sébastien Bourdais Pedro Lamy Simon Pagenaud | Miguel Amaral Olivier Pla             | Wolfgang Kaufmann Steve Zacchia Luca Moro          | Eric de Doncker Bas Leinders Markus Palttala    | Marc Lieb Richard Lietz    |
| 17 juli      | Algarve 1000 km     | #4 Team Oreca Matmut                         | #25 RML                               | #44 DAMS                                           | #50 Larbre Compétition                          | #96 AF Corse               |
| 17 juli      | Algarve 1000 km     | Olivier Panis Nicolas Lapierre               | Mike Newton Thomas Erdos Andy Wallace | Jody Firth Warren Hughes                           | Gabriele Gardel Patrice Goueslard Fernando Rees | Gianmaria Bruni Jaime Melo |
| 22 augusti   | Hungaroring 1000 km | #5 Beechdean Mansell                         | #42 Strakka Racing                    | #43 DAMS                                           | #50 Larbre Compétition                          | #77 Team Felbermayr-Proton |
| 22 augusti   | Hungaroring 1000 km | Greg Mansell Leo Mansell                     | Danny Watts Nick Leventis Jonny Kane  | Andrea Barlesi Alessandro Cicognani Gary Chalandon | Gabriele Gardel Patrice Goueslard Fernando Rees | Marc Lieb Richard Lietz    |
| 12 september | Silverstone 1000 km | #1 Team Peugeot Total                        | #42 Strakka Racing                    | #44 DAMS                                           | #50 Larbre Compétition                          | #96 AF Corse               |
| 12 september | Silverstone 1000 km | Anthony Davidson Nicolas Minassian           | Danny Watts Nick Leventis Jonny Kane  | Jody Firth Warren Hughes                           | Gabriele Gardel Patrice Goueslard Fernando Rees | Gianmaria Bruni Jaime Melo |

## Slutställning
| Klass | Förare                            | Team                   | Bil                 | Motor     |
| ----- | --------------------------------- | ---------------------- | ------------------- | --------- |
| LMP1  | Stéphane Sarrazin                 | Team Oreca Matmut      | Peugeot 908 HDi FAP | Peugeot   |
| LMP2  | Mike Newton Thomas Erdos          | RML                    | Pescarolo 01        | Judd      |
| FLM   | Andrea Barlesi Gary Chalandon     | DAMS                   | Oreca FLM09         | Chevrolet |
| GT1   | Gabriele Gardel Patrice Goueslard | Larbre Compétition     | Saleen S7-R         | Ford      |
| GT2   | Marc Lieb Richard Lietz           | Team Felbermayr-Proton | Porsche 997 GT3-RSR | Porsche   |